# Pedro Pablo Opeka
Pedro Pablo Opeka (San Martín, 29 giugno 1948) è un presbitero argentino di origini slovene.

## Biografia
Entrambi i suoi genitori sono sloveni fuggiti dalla Jugoslavia. In particolare il padre, Luis Opeka, fugge in seguito all'arresto ed alla condanna per fucilazione nel 1945, avvenuti per le sue convinzioni cristiane. Opeka e sua moglie Maria Marolte si rifugiano dapprima in Italia, poi si trasferiscono in Argentina.
Pedro Opeka, conosciuto anche come Padre Pedro, cresce alla periferia di Buenos Aires, dove il padre fa il muratore. Entra come convittore presso i Padri lazzaristi, dove si appassiona allo studio e al calcio. Lo affascinano le personalità di Gesù e di Vincenzo de' Paoli, così come l'amore verso i poveri.
Successivamente, diventa prete e nel 1968 va ad approfondire la sua formazione a Lubiana per due anni. Domanda dunque ai suoi superiori una pausa e compie un viaggio in Madagascar, dove lavorerà come muratore nelle parrocchie lazzariste. Successivamente, completa i suoi studi presso l'Institut Catholique di Parigi.
Il 28 settembre 1975, viene ordinato sacerdote ed inviato a Vangaindrano (Madagascar) come parroco, dove applica le idee di dom Hélder Câmara. Lavora con gli emarginati nelle risaie con cinque giovani missionari sloveni.
Nel 1989, grazie ai suoi buoni risultati con i giovani, i superiori lo chiamano ad Antananarivo per la formazione dei seminaristi. Pedro Opeka però comincia a dedicare tempo agli emarginati della capitale, che dormono per strada e trovano rifugio nella discarica alle porte di Antananarivo. Cerca di aprire con loro un dialogo, mostrando loro rispetto e cercando di aiutarli a uscire fuori dalla miseria.
Grazie a finanziamenti che Pedro Opeka riesce ad ottenere da varie associazioni europee, comincia a costruire case, ospedali, scuole. Così nasce Akamasoa, una comunità che nel 2008 fa vivere quasi ventimila persone, novemila bambini, di cui settemila scolarizzati, cioè quasi quattromila famiglie. Migliaia di famiglie hanno imparato a rivivere in comunità, interrompendo definitivamente il circolo infernale della povertà. Genitori al lavoro e bambini scolarizzati hanno finalmente trovato un futuro al prezzo di un coraggio e di una perseveranza fondata sulla condivisione, l'amore e il rispetto per l'essere. Là dove hanno fallito i programmi politici, il programma del cuore ha avuto successo, il programma dell'amore ha fatto sgorgare l'acqua nel deserto di queste vite spezzate.

## Riconoscimenti
Il Presidente della Repubblica Francese ha nominato il fondatore di Akamasoa, Cavaliere della Legion d'Onore. La medaglia di Cavaliere della Legion d'Onore è stata consegnata a Padre Pedro dall'Ambasciatore di Francia in Madagascar il 2 gennaio 2008. L'onorificenza è il riconoscimento per il lavoro realizzato in favore dei più poveri ad Antananarivo da più di diciannove anni.
Padre Pedro Opeka è anche uno dei vincitori del premio cardinale François-Xavier Nguyên Van Thuán, Solidarietà e Sviluppo 2008, consegnato a persone e istituzioni che si sono distinti per l'applicazione della solidarietà e della dottrina sociale.
Inoltre, il presidente della Repubblica della Slovenia, Danilo Türk, ha consegnato il 9 dicembre 2009 a Padre Pedro la più alta onorificenza della Slovenia: la medaglia d'oro dell'Ordine al Merito. Questo premio gli è stato conferito come riconoscimento del lavoro di solidarietà che Padre Pedro svolge da venti anni a Akamasoa.

## Opere
- Autobiografia di un ribelle, Edizioni Paoline, 2008.